# Jeffersonville (Georgia)
Jeffersonville è una città degli Stati Uniti d'America, situata in Georgia, nella Contea di Twiggs, della quale è il capoluogo.